# Новоівановка (Ішимський район)
Новоіва́новка (рос. Новоивановка) — присілок у складі Ішимського району Тюменської області, Росія.
Населення — 36 осіб (2010, 40 у 2002).
Національний склад станом на 2002 рік:
- казахи — 75 %